# Listă de formații viking metal
Aceasta este o listă de formații viking metal. 
| Formație      | Țara           | Fondare | Albumul de debut                      |
| ------------- | -------------- | ------- | ------------------------------------- |
| Amon Amarth   | Suedia         | 1992    | 1998, Once Sent from the Golden Hall  |
| Ancient Rites | Belgia         | 1988    | 1994, The Diabolic Serenades          |
| Asmegin       | Norvegia       | 1998    | 2003, Hin Vordende Sod & Sø           |
| Bathory       | Suedia         | 1983    | 1984, Bathory                         |
| Borknagar     | Norvegia       | 1995    | 1995, Borknagar                       |
| Einherjer     | Norvegia       | 1993    | 1996, Dragons of the North            |
| Ensiferum     | Finlanda       | 1995    | 2001, Ensiferum                       |
| Enslaved      | Norvegia       | 1991    | 1994, Vikingligr Veldi                |
| Equilibrium   | Germania       | 2003    | 2005, Turis Fratyr                    |
| Falkenbach    | Islanda        | 1989    | 1996, ...En Their Medh Riki Fara...   |
| Folkearth     | Lituania       | 2003    | 2004, A Nordic Poem                   |
| Finntroll     | Finlanda       | 1997    | 1999, Midnattens Widunder             |
| Helheim       | Norvegia       | 1992    | 1995, Jormundgand                     |
| Kampfar       | Norvegia       | 1994    | 1997, Mellom Skogkledde Aaser         |
| Månegarm      | Suedia         | 1995    | 1998, Nordstjärnans Tidsålder         |
| Mithotyn      | Suedia         | 1993    | 1997, In the Sign of the Ravens       |
| Moonsorrow    | Finlanda       | 1995    | 2001, Suden Uni                       |
| Slechtvalk    | Țările de Jos  | 2000    | 2000, Falconry                        |
| Storm         | Norvegia       | 1994    | 1995, Nordavind                       |
| Svartsot      | Danemarca      | 2005    | 2007, Ravnenes Saga                   |
| Thyrfing      | Suedia         | 1995    | 1998, Thyrfing                        |
| Turisas       | Finlanda       | 1997    | 2004, Battle Metal                    |
| Týr           | Insulele Feroe | 1998    | 2002, How Far to Asgaard              |
| Unleashed     | Suedia         | 1989    | 1991, Where No Life Dwells            |
| Vanaheim      | Norvegia       | 1995    | 1998, Helter og Kongers Fall          |
| Windir        | Norvegia       | 1994    | 1997, Sóknardalr                      |
| Wolfchant     | Germania       | 2001    | 2005, Bloody Tales of Disgraced Lands |